# حلقي الأوكتاتترايين
حلقي الأوكتاتترايين هو مركب كيميائي حلقي من الأنولينات ([8]أنولين). ويعرف أيضا COT.
حلقي الأوكتاتترايين ليس مسطح حيث يتطلب الشكل الثماني المسطح زاوية 135 درجة. ونظرا لأنه غير مسطح ولا يتبع قاعدة هوكل, فإنه ضد عطري. كما أن له نشاطية مثل البولين.